# Dorota Kędzierzawska
Dorota Kędzierzawska est une réalisatrice polonaise né le 1er juin 1957 à Łódź.
Elle s'intéresse principalement au thème des enfants défavorisés, exclus du monde des adultes. 

## Filmographie
- 1991, Diably, diably
- 1994, Wrony (pl)
- 1998, Nic
- 2005, Jestem
- 2007, Pora umierac
- 2011, Jutro bedzie lepiej